# Alfa Romeo 164
Alfa Romeo 164 var en øvre mellemklassebil fra den italienske bilfabrikant Alfa Romeo, bygget mellem september 1987 og juni 1997.
Forgængeren til 164'eren var Alfa 90 og den luksuriøøse Alfa 6. 164 blev efterfulgt af Alfa 166 i 1998, efter at være blevet produceret i 273.857 eksemplarer.

## Generelt
164 blev, selv om Alfa Romeo dengang var et statsejet selskab, udviklet sammen med Saab 9000, Lancia Thema og Fiat Croma (De fires klub), som den delte platform med. Det fuldt forzinkede karrosseri på 164 var designet af Pininfarina. 164 var den første store Alfa Romeo-model med forhjulstræk.

## Historie

### Oprindelig version
Alfa Romeo introducerede sin model 164 på Frankfurt Motor Show i september 1987. Modellen kunne fås i følgende versioner:
- T.SPARK: Med 2,0-liters firecylindret benzinmotor med dobbelttænding og med eller uden katalysator.
- 3.0 V6: Med 3,0-liters V6-benzinmotor overtaget fra den i foråret 1979 introducerede Alfa Romeo Alfa 6 og med eller uden katalysator.
- TD (kun for visse markeder – specielt det italienske hjemmemarked): Med 2,5-liters firecylindret turbodieselmotor fra VM Motori. Ved introduktionen på det italienske marked i 1987 var 164 TD med en topfart på 200 km/t verdens hurtigste dieselpersonbil.
- TURBO (kun for visse markeder – specielt det italienske hjemmemarked): Med 2,0-liters firecylindret turbobenzinmotor med overboost, kun bygget til 1988.

Alle Alfa Romeo 164-modeller var som standard udstyret med femtrins manuel gearkasse og forhjulstræk. Fra 1989 kunne 164 3.0 V6 som ekstraudstyr leveres med firetrins automatgear fra ZF.

### Maquilage 90
I juli 1990 blev 164 let modificeret til modelåret 1991.
Ved dette facelift blev hele drivlinjen med motor og gearkasse placeret tre centimeter dybere i bilen. Derudover blev nogle betjeningselementer i kabinen modificeret, og det hidtil delforzinkede karrosseri blev fuldt forzinket.
Denne første modificerede model blev benævnt Maquilage 90 (MQ90). Flere af ændringerne fandt sted på grund af den planlagte introduktion af 164 i USA.
I september 1990 blev 164 Quadrifoglio Verde (QV) introduceret som topmodel med 3,0-liters V6-motor med 145 kW (197 hk).
I marts 1991 introducerde Alfa Romeo 164 V6 TURBO med en 2,0-liters udgave af V6-motoren med turbolader og 148 kW (201 hk).

### Alfa Romeo 164 Super
I efteråret 1992 gennemgik Alfa Romeo 164 til modelåret 1993 et kraftigt facelift og hed fra da af 164 Super.
Denne model kan kendes på de ellipseformede forlygter. Også kabinen blev tydeligt modificeret og kunne kendes på den nye midterkonsol. Karrosseriet fik forstærket sidekollisionsbeskyttelse og for første gang kunne modellen (i Europa) fås med førerairbag. Med 164 Super tilkom en 24-ventilet udgave af V6-motoren på 3,0 liter med 152 kW (207 hk). Denne model fandtes også med firetrins automatgear fra ZF.
En effektøget version med 168 kW (228 hk) var monteret i den nye topmodel 164 Quadrifoglio Verde (QV) 24V, som dog allerede i starten af 1994 måtte vige pladsen for den firehjulstrukne Q4. Udover permanent firehjulstræk havde den nye topmodel sekstrins gearkasse fra Getrag.
Begge Quadrifoglio-modellerne beholdt kofangerne fra den oprindelige version. Dette gjaldt også for den frem til starten af 1994 fortsat sideløbende med Super solgte enklere 164, som i øvrigt var teknisk identisk med Super. Lidt efter lidt kom versionerne Twin Spark (2,0), V6 (3,0 12V), TD (2,5) og V6 TURBO (2,0) som Super.
Herefter gennemgik 164 kun mindre ændringer resten af sin levetid. Dermed kunne den fra 1994 også fås med passagerairbag, og fra modelår 1995 opfyldt benzinmotorerne udstødningsnormen Euro2. De sidste Super-modeller fra 1996 var som standard udstyret med sportssæder, som hidtil havde været forbeholdt Quadrifoglio-modellerne, samt trælæderrat og -gearknop.
Produktionen af Alfa Romeo 164 sluttede i midten af 1997. Da var der blevet bygget lidt over 273.000 eksemplarer, som i perioden fra produktionens start i september 1987 til dens indstilling den 27. juni 1997 fordelte sig som følger:
- 2.0 og 2.0 Super: 158.057
- 3.0 V6, 3.0 V6 Super og 3.0 4x4: 69.748
  - heraf 3.0 V6 24V QV: 768
  - heraf 3.0 V6 24V Q4: 1.206
- 2.5 Turbodiesel og 2.5 Super Turbodiesel: 45.602

I efteråret 1998 kom efterfølgeren Alfa Romeo 166 på markedet.

## Tekniske data

### Benzinmotorer
|                                                | 2.0 Twin Spark       | 2.0 Twin Spark       | 2.0 Twin Spark       | 2.0 Turbo                 | 2.0 V6 Turbo              | 3.0 V6                | 3.0 V6                 | 3.0 V6 QV            | 3.0 V6 24V             | 3.0 V6 24V QV        | 3.0 V6 24V Q4        |
| Byggeår                                        | 9/1987–6/1990        | 12/1987–9/1992       | 10/1992–6/1997       | 9/1987–12/1990            | 3/1991–6/1997             | 11/1987–6/1994        | 6/1994–6/1997          | 9/1990–9/1992        | 10/1992–6/19971        | 10/1992–6/19971      | 2/1994–6/1997        |
| Motordata                                      |                      |                      |                      |                           |                           |                       |                        |                      |                        |                      |                      |
| Motortype                                      | R4-benzinmotor       | R4-benzinmotor       | R4-benzinmotor       | R4-benzinmotor            | V6-benzinmotor            | V6-benzinmotor        | V6-benzinmotor         | V6-benzinmotor       | V6-benzinmotor         | V6-benzinmotor       | V6-benzinmotor       |
| Antal ventiler pr. cylinder                    | 2                    | 2                    | 2                    | 2                         | 2                         | 2                     | 2                      | 2                    | 4                      | 4                    | 4                    |
| Ventilstyring                                  | DOHC, tandrem        | DOHC, tandrem        | DOHC, tandrem        | DOHC, tandrem             | 2 × OHC, tandrem          | 2 × OHC, tandrem      | 2 × OHC, tandrem       | 2 × OHC, tandrem     | 2 × DOHC, tandrem      | 2 × DOHC, tandrem    | 2 × DOHC, tandrem    |
| Fødesystem                                     | Multipoint           | Multipoint           | Multipoint           | Multipoint                | Multipoint                | Multipoint            | Multipoint             | Multipoint           | Multipoint             | Multipoint           | Multipoint           |
| Trykladning                                    | –                    | –                    | –                    | Turbolader, ladeluftkøler | Turbolader, ladeluftkøler | –                     | –                      | –                    | –                      | –                    | –                    |
| Køling                                         | Vandkøling           | Vandkøling           | Vandkøling           | Vandkøling                | Vandkøling                | Vandkøling            | Vandkøling             | Vandkøling           | Vandkøling             | Vandkøling           | Vandkøling           |
| Boring × slaglængde                            | 84,0 × 88,5 mm       | 84,0 × 88,5 mm       | 84,0 × 88,5 mm       | 84,0 × 90,0 mm            | 80,0 × 66,2 mm            | 93,0 × 72,6 mm        | 93,0 × 72,6 mm         | 93,0 × 72,6 mm       | 93,0 × 72,6 mm         | 93,0 × 72,6 mm       | 93,0 × 72,6 mm       |
| Slagvolume                                     | 1962 cm³             | 1962 cm³             | 1962 cm³             | 1995 cm³                  | 1997 cm³                  | 2959 cm³              | 2959 cm³               | 2959 cm³             | 2959 cm³               | 2959 cm³             | 2959 cm³             |
| Kompressionsforhold                            | 10,0:1               | 10,0:1               | 10,0:1               | 8,0:1                     | 8,0:1                     | 9,5:1                 | 9,5:1                  | 10,0:1               | 10,0:1                 | 10,0:1               | 10,0:1               |
| Maks. effekt ved omdr./min.                    | 107 kW (145 hk) 5800 | 102 kW (139 hk) 5800 | 106 kW (144 hk) 5800 | 126 kW (171 hk) 5250      | 148 kW (201 hk) 6000      | 132 kW (180 hk) 5600  | 132 kW (180 hk) 5600   | 145 kW (197 hk) 5800 | 152 kW (207 hk) 6300   | 168 kW (228 hk) 6300 | 168 kW (228 hk) 6300 |
| Maks. drejningsmoment ved omdr./min.           | 186 Nm 4000          | 188 Nm 4700          | 187 Nm 5000          | 265 Nm2 2500              | 279 Nm 3000               | 259 Nm 4400           | 252 Nm 4400            | 265 Nm 4400          | 270 Nm 5000            | 280 Nm 5000          | 280 Nm 5000          |
| Kraftoverførsel                                |                      |                      |                      |                           |                           |                       |                        |                      |                        |                      |                      |
| Drivende hjul                                  | Forhjul              | Forhjul              | Forhjul              | Forhjul                   | Forhjul                   | Forhjul               | Forhjul                | Forhjul              | Forhjul                | Forhjul              | Alle                 |
| Gearkasse (standardudstyr)                     | 5-trins manuel       | 5-trins manuel       | 5-trins manuel       | 5-trins manuel            | 5-trins manuel            | 5-trins manuel        | 5-trins manuel         | 5-trins manuel       | 5-trins manuel         | 5-trins manuel       | 6-trins manuel       |
| Gearkasse (ekstraudstyr)                       | –                    | –                    | –                    | –                         | –                         | 4-trins automatisk    | 4-trins automatisk     | 4-trins automatisk   | –                      | –                    | –                    |
| Præstationer3                                  |                      |                      |                      |                           |                           |                       |                        |                      |                        |                      |                      |
| Topfart                                        | 210 km/t             | 210 km/t             | 210 km/t             | 225 km/t                  | 237 km/t                  | 230 km/t (225 km/t)   | 230 km/t (225 km/t)    | 237 km/t             | 240 km/t (235 km/t)    | 245 km/t             | 240 km/t             |
| Acceleration 0-100 km/t                        | 9,2 sek.             | 9,3 sek.             | 9,9 sek.             | 7,2 sek.                  | 8,2 sek.                  | 7,9 sek. (8,5 sek.)   | 7,9 sek. (8,8 sek.)    | 7,7 sek.             | 8,0 sek. (9,0 sek.)    | 7,7 sek.             | 7,5 sek.             |
| Brændstofforbrug pr. 100 km ved blandet kørsel | 8,5 liter            | 8,6 liter            | 8,3 liter            | 8,2 liter                 | 9,2 liter                 | 8,9 liter (9,1 liter) | 9,1 liter (10,0 liter) | 9,3 liter            | 9,4 liter (10,6 liter) | 9,4 liter            | 9,9 liter            |

Benzinmotorerne i Alfa Romeo 164 er af fabrikanten ikke frigivet til brug med E10-brændstof.

### Dieselmotorer
|                                                | 2.5 TD                    |                           |
| Byggeår                                        | 9/1987–9/1992             | 10/1992–6/1997            |
| Motordata                                      |                           |                           |
| Motortype                                      | R4-dieselmotor            | R4-dieselmotor            |
| Antal ventiler pr. cylinder                    | 2                         | 2                         |
| Ventilstyring                                  | OHV, tandhjul             | OHV, tandhjul             |
| Fødesystem                                     | Forkammer                 | Forkammer                 |
| Trykladning                                    | Turbolader, ladeluftkøler | Turbolader, ladeluftkøler |
| Køling                                         | Vandkøling                | Vandkøling                |
| Boring × slaglængde                            | 92,0 × 94,0 mm            | 92,0 × 94,0 mm            |
| Slagvolume                                     | 2500 cm³                  | 2500 cm³                  |
| Kompressionsforhold                            | 22,0:1                    | 22,0:1                    |
| Maks. effekt ved omdr./min.                    | 84 kW (114 hk) 4200       | 92 kW (125 hk) 4200       |
| Maks. drejningsmoment ved omdr./min.           | 258 Nm 2500               | 294 Nm 2000               |
| Kraftoverførsel                                |                           |                           |
| Drivende hjul                                  | Forhjul                   | Forhjul                   |
| Gearkasse                                      | 5-trins manuel            | 5-trins manuel            |
| Præstationer                                   |                           |                           |
| Topfart                                        | 200 km/t                  | 202 km/t                  |
| Acceleration 0-100 km/t                        | 10,8 sek.                 | 10,8 sek.                 |
| Brændstofforbrug pr. 100 km ved blandet kørsel | 6,8 liter                 | 6,8 liter                 |